# Європейський кампус міських університетів
EC2U ( укр. - Європейський кампус міських університетів, англ. - The European Campus of City-Universities (EC2U) ) - мультикультурний і багатомовний Альянс, що складається з семи давніх, керованих освітою та науковими дослідженнями, локальних та глобальних університетів із чотирьох різних регіонів Європейського Союзу

## Історія
Європейський кампус міських університетів (EC2U) — це мультикультурний і багатомовний Альянс, що складається з семи давніх, керованих освітою та науковими дослідженнями, локальних та глобальних університетів із чотирьох різних регіонів Європейського Союзу: Університет Коїмбри, Університет Ясс, Університет Єни, Університет Павії, Університет Пуатьє (координатор), Університет Саламанки та Університет Турку.
Він представляє спільноту з 160 000 студентів і 20 000 співробітників, безпосередньо доступну для більш ніж 1 600 000 громадян.
Амбіції Альянсу – розробити інноваційний простір, який дозволить вільно переміщатися між сімома університетами та пов’язаними містами. Ця модель відкритості сприятиме подоланню штампованих поглядів на регіональну та національну ідентичність та досягненню об’єднаної та сильнішої Європи.
Альянс досягне цієї амбіції шляхом створення загальноєвропейського кампусу, пов’язаного спільною європейською ідентичністю, сприяючи створенню розумної екосистеми вищої освіти через нову модель якісної освіти для інклюзивного громадянського суспільства. Ця унікальна модель спирається на стратегію подвійної вертикальної та горизонтальної інтеграції, створюючи синергію від освіти, досліджень та інновацій, від формальної/неформальної/неформальної освіти, а також від залучення академічних спільнот, муніципалітетів, органів регулювання вищої освіти, соціально-економічних юридичних осіб, громадян.

## Бачення
У 2023 році Альянс EC2U буде характеризуватися:
– спільне управління за допомогою спільних ресурсів
– спільне життя студентського містечка з культурними/спортивними подіями
– індивідуальні спільні магістерські програми на основі вибраних ЦУР ООН: гарне здоров’я та добробут, якісна освіта,
Стабільні міста та громади
– різко збільшена та територіально збалансована мобільність (фізична, віртуальна, змішана) студентів і співробітників
– Віртуальні інститути (VI), що поєднують освіту, дослідження та інновації в місіях на основі вищезгаданих ЦУР ООН
– унікальне партнерство між науковцями, містами та соціально-економічними зацікавленими сторонами через форум EC2U.
Метою на 2030 рік є досягнення справжнього загальноєвропейського кампусу з:
– комплексне управління та федеральний бюджет
– життя міжуніверситетського кампуса
– Європейські дипломи та кар’єрні плани співробітників із вбудованою/змішаною мобільністю
– розширення концепції віртуального інституту на 17 ЦУР ООН
– щорічний форум EC2U між науковцями та громадянами
– Європейський/міжнародний вплив

## Учасники Альянсу

### Університет Коїмбри
Зосереджений на майбутньому та визнаний основним стимулятором змін, університет Коїмбри має понад 7 століть досвіду у створенні та поширенні знань, культури, науки та технологій шляхом навчання, викладання, передових досліджень та інновацій у більшості різноманітні галузі знань.
UC є найстарішим університетом Португалії та одним із найстаріших у світі, і його історія сягає сторіччя, що послідувало після створення самої Португалії, оскільки він був заснований у 1290 році. Університет поширився по всьому місту Коїмбра, змінюючи свій ландшафт і перетворивши його на справжнє місто-університет, де ви знайдете космополітичну академію.
Єдиний португальськомовний університет до початку 20-го століття підтвердив свою позицію завдяки унікальній присутності, яка об’єднує традиції, сучасність та інновації, що в 2013 році було внесено ЮНЕСКО до списку Всесвітньої спадщини.
Для тих, хто шукає найкращу освіту, дослідження та інновації, а також життєвий досвід – включаючи багато культурних ініціатив, дозвілля та спортивні заходи, а також інтенсивне академічне життя – UC є відмінним вибором. Коїмбра – це, перш за все, інтенсивний, унікальний і незабутній досвід, де студенти, співробітники та всі, хто взаємодіє та бере участь у ширшій університетській спільноті, мають сильне та незрівнянне почуття приналежності.
Університет Коїмбри, скомпрометований своїм величезним престижем і міжнародним визнанням, а також активною участю академічної спільноти, відіграє центральну роль у визначенні майбутнього та внеску в розвиток і добробут суспільства, відповідно до основних принципів стійкості. .

### Університет Ясс
Університет Олександру Йоана Кузи в Яссах, перший сучасний університет, заснований в Румунії (у 1860 році), постійно займає 1-3 місце серед румунських університетів з точки зору досліджень, освіти та інституційної прозорості. Маючи близько 23000 студентів і 2000 штатних співробітників на 15 факультетах, академічна пропозиція нашого університету включає 80 ступенів бакалавра (4 англійською, 1 французькою), 116 магістерських програм (14 англійською, 1 французькою) та 27 галузі навчання на докторському рівні (усі також пропонуються англійською мовою).
Дослідження в Університеті Олександру Йоана Кузи в Яссах є найвищим рівнем, з великою участю в національних та міжнародних дослідницьких проектах (FP7, Horizon2020, COST, дво- та багатосторонні спільні дослідницькі проекти тощо).
Університет Олександру Йоана Кузи в Яссах є лідером на національному рівні з точки зору студентів Erasmus, а також загальних бенефіціарів Erasmus. З 2011 року університет координував 4 проекти Erasmus Mundus Action 2 та був партнером у 3 інших. Нинішнє міжнародне співробітництво Університету Олександру Іоана Кузи в Яссах включає понад 400 партнерських відносин з університетами 28 країн ЄС та 27 країн, що не входять до ЄС, членство в деяких із найважливіших університетських мереж та асоціацій (Група Коїмбра, Утрехтська мережа, EUA та AUF ) та співробітництво в рамках понад 100 міжінституційних угод на всіх континентах.

### Університет Єни
Йєнський університет імені Фрідріха Шиллера, заснований у 1558 році, є одним із найстаріших університетів Німеччини. Колись центр німецької філософської думки, він став широкомасштабним, інтенсивним дослідницьким закладом із глобальним охопленням і процвітаючою міжнародною спільнотою, що налічує понад 18 000 студентів і аспірантів із понад 110 країн світу.
Зі своїми партнерами в академічних колах, високотехнологічній індустрії та неуніверситетських дослідницьких установах найвищого рівня університет створив потужну мережу співпраці та утворює центр міжнародно визнаного, яскравого та продуктивного науково-економічного регіону в Центральній Німеччині.
Університет Єни об’єднує свої міждисциплінарні дослідження в трьох основних напрямках дослідження: Світло, Життя та Свобода.
У межах основної дослідницької області Light Jena є одним з провідних у світі дослідницьких центрів оптики та фотоніки. Світло також включає дослідження матеріалів та енергії, поєднуючи їх із передовими дослідженнями в галузі біонауки та медицини.
Основна область досліджень «Життя» включає чудові фундаментальні та прикладні дослідження в області мікробіології та біорізноманіття з сильним акцентом на процесах мікробної комунікації та дослідженнях екосистем. Життя також вивчає інфекції, запалення та старіння.
Основна дослідницька область Liberty поєднує гуманітарні дослідження епохи Просвітництва та ідеалізму, романтизму, сучасної історії та соціальних змін.
Університет також має довгу історію передового досвіду в навчанні та викладанні. Він постійно вважався одним із найкращих університетів Німеччини за освіту та підтримку, яку він надає студентам із будь-якого походження. Ця підтримка допомогла їм стати одними з найбільш затребуваних експертів у широкому діапазоні дисциплін: у теології, юриспруденції, економіці та бізнес-адмініструванні, мистецтві, соціальних і поведінкових науках, математиці та інформатиці, фізиці та астрономії, хімії та землі. наук, біологічних наук і в медицині.

### Університет Павії
Університет Павії (UNIPV) є одним із найстаріших академічних закладів світу: він був заснований у 1361 році і до 20 століття був єдиним університетом у Мілані та регіоні Ломбардії.
Сьогодні це всеосяжний університет, який охоплює всі предметні галузі – науку та технології, наукову інженерію, науки про життя, гуманітарні та соціальні науки – і складається з 18 факультетів, які пропонують навчальні програми на всіх рівнях, від ступенів бакалавра до докторських програм. Академічний колектив налічує понад 900 професорів та науковців. В університеті Павії навчається 21 000 студентів як з Італії, так і з-за кордону.
Університет є активним популяризатором досліджень у співпраці з найпрестижнішими академічними установами світу; вона створила 7 дослідницьких центрів у Павії та 21 у різних місцях у співпраці з іншими установами, на додаток до 42 міжвідомчих дослідницьких центрів, які здійснюють поточні та міждисциплінарні фундаментальні та прикладні дослідження.
Павія була містом-кампусом з моменту свого заснування, і навіть сьогодні він пропонує студентам унікальний досвід в Італії та рідкісний досвід в Європі: навчання в одному з 20 університетських коледжів, які значною мірою не залежать від адміністративної структури університету.

### Університет Пуатьє
Університет Пуатьє, заснований у 1431 році, є багатопрофільним університетом, в якому навчаються 29 000 студентів, 4200 з яких є іноземними студентами зі 120 різних країн, під керівництвом 2700 співробітників (адміністративний, викладацький склад і дослідники). Пуатьє займає 2-е місце в загальному рейтингу великих студентських міст Франції в 2018-2019 роках і вище середнього по країні з 16% іноземних студентів.
Причина такого успіху полягає в широкому та різноманітному діапазоні програм. Пропонуючи курси з 5 основних напрямків (література, мови та мистецтво, гуманітарні та соціальні науки, право, економіка та управління бізнесом, науки, здоров’я та спортивні науки), Університет Пуатьє обіцяє всебічні програми, адаптовані до швидкої еволюції ринок праці. Університет об'єднав 7 коледжів, 5 інститутів і 2 вищі школи і розробив 200 національних ступенів у відповідності з Болонським процесом. Усі курси базуються на системі ECTS. 8 докторантів щорічно приймають 950 аспірантів та захищають 180 дисертацій.

### Львівський національний університет імені Івана Франка
6 квітня 2022 року відбулася церемонія підписання Меморандуму, згідно з яким Львівський національний університет імені Івана Франка став асоційованим (стратегічним) партнером Альянсу європейських університетів EC2U. Відповідний документ у форматі відеоконференції підписали ректори семи зарубіжних закладів вищої освіти – партнерів альянсу та Ректор Львівського університету Володимир Мельник. Процедура підписання була здійснена під час форуму EC2U в Павії (Італія).
З української сторони, окрім представників Львівського університету, в церемонії взяли участь Голова Верховної Ради України Руслан Стефанчук та очільник Львівської обласної військової адміністрації Максим Козицький. Зі сторони наших колег з ЄС у заході взяли участь керівники провідних університетів Європи, представники Європейської комісії, мер міста Павія, політики та громадські діячі.
Львівський університет став восьмим партнером Європейського кампусу міських університетів (EC2U) – мультикультурного і багатомовного Альянсу, що складається з давніх університетів із чотирьох різних регіонів Європейського Союзу, а тепер й України. До складу Альянсу входять: Університет Коїмбра (Португалія), Університет Олександру Йоана Куза в Яссах (Румунія), Університет Єни (Німеччина), Університет Павії (Італія), Університет Пуатьє (Франція), Університет Саламанки (Іспанія) та Університет Турку (Фінляндія).
Пропонована співпраця між університетами охоплюватиме всі сфери, пов’язані з викладанням і навчанням, науковими дослідженнями, культурною діяльністю. Зокрема, передбачено реалізацію програми мобільності для науковців, академічного персоналу та студентів, розроблення програм спільних сертифікатів (дипломів), освітніх програм, публікацію спільних видань, реалізацію дослідницьких проєктів, організацію спільних заходів, літніх шкіл тощо.
Загалом Альянс європейських університетів ставить перед собою завдання забезпечити високу якість освітнього процесу, досягти найвищих стандартів наукових досліджень та інновацій, поглибити інтеграцію університетів у світовий освітній та науковий простір а також створити сучасну інформаційно-комунікаційну та соціальну інфраструктуру. Варто зазначити, що Львівський національний університет імені Івана Франка став єдиним закладом вищої освіти України в складі Альянсу європейських університетів.

До очільників закладів освіти Альянсу європейських університетів звернуся Ректор Львівського університету Володимир Мельник. 
«Відвідавши наш Університет, Ви побачите на його головному корпусі латинське гасло: «Освічені громадяни – окраса Батьківщини». Університетська спільнота наполегливо працює над втіленням цієї ідеї та поширенням її не лише в Україні, а й закордоном. При цьому, для нас, як і для Вас, термін «освіченість» виходить далеко за рамки лише набору знань та навичок, а є ціннісною категорією. Відтак, нашою метою є обстоювання тих основоположних ідей, без яких неможливо уявити повноцінне життя – демократії, свободи, рівності і прав людини», – наголосив Володимир Мельник.
Звертаючись до учасників історичної зустрічі Володимир Петрович також наголосив, що Львівський університет цінує те, що європейська академічна спільнота об’єднана перед сучасними викликами, як ніколи раніше. «І ми щиро радіємо, що маємо змогу стояти пліч-о-пліч з нашими надійними друзями та партнерами, якими, безсумнівно, є Альянс EC2U загалом та кожен з його членів зокрема. Для Львівського університету це велика честь – приєднатись до Альянсу у якості стратегічного партнера. Ще раз висловлюю Вам щиру вдячність за можливість творити наше спільне майбутнє. Разом – до перемоги», – підкреслив Володимир Мельник.

Із Зали засідань Львівського університету до присутніх звернувся Голова Верховної Ради України Руслан Стефанчук. Він висловив своє переконання, що підтримка академічної спільноти є особливо важливою складовою процесу формування вільного суспільства та утвердження й забезпечення прав і свобод людини. 
«Міжнародне співробітництво у сфері освіти допомагає та створює можливості навчатися, працювати, ділитися досвідом та інформувати своїх партнерів про стан справ не лише в академічному, а й політичному, соціально-економічному житті України. Я хочу відзначити роботу наших освітян, які в такий непростий для всіх нас час теж ведуть активну роботу на «своєму фронті». Зокрема, йдеться про відновлення та продовження навчального процесу, участь у різних міжнародних конференціях, семінарах, відкритих лекціях, інтерв’ю на радіо та телебаченні різних країн світу, публікації в пресі та соціальних мережах, зборі гуманітарної допомоги тощо», – зазначив Руслан Стефанчук.
Також Голова Верховної Ради побажав успіхів академічній спільноті Львівського університету у втіленні спільних ідей і напрацювань у міжнародному освітньому просторі. «Львівський національний університет імені Івана Франка як один із найстаріших не лише в Україні, а й в Європі, був і залишається осередком європейської освіти, наукового і культурного середовища, який співпрацює з багатьма міжнародними освітніми та науковими установами й репрезентує нашу державу в усіх куточках планети», – акцентував Руслан Стефанчук.
Усіх учасників урочистостей привітав начальник Львівської обласної військової адміністрації Максим Козицький. «Сьогодні заклади освіти нашої області частково перетворилися на прихистки для тимчасово переселених людей. Хочу відзначити вагомий внесок Львівського національного університету імені Івана Франка, який ,попри всі виклики, забезпечує реалізацію права на освіту для тих людей, які через війну втратили цю можливість. Зі сторони адміністрації ми всіляко підтримуватимемо розширення міжнародного освітнього співробітництва Львівського університету, адже міжнародна співпраця допомагає інтегрувати в українську освітню систему високі європейські стандарти», – наголосив Максим Козицький.
Генеральна Директорка з питань освіти, молоді, спорту та культури  Європейської Комісії Теміс Крістофіду наголосила, що «приємно зворушена» партнерством ЛНУ ім. Івана Франка з Альянсом і, звертаючись до усіх членів Альянсу, подякувала за підтримку України та українців.
Представники Альянсу найвпливовіших європейських університетів з великою приємністю запропонували ЛНУ ім. Івана Франка долучитися до їхньої академічної родини. Під час церемонії підписання Меморандуму Ректор Університету Павії Франческо Свелто зазначив, що «кордони між міжнародними програмами та дисциплінами стають, щоразу меншими, а численні програми сприяють створенню інклюзивного суспільства, інноваціних програм навчання, виховання нового покоління підприємців та змішаної мобільності». «На жаль, на своєму шляху ми зіткнулись  із такими перешкодами як пандемія COVID-19, а тепер і війна в Україні. Так, війна в Україні була для нас шокуючою звісткою, тому ми, як ніколи, раді можливості приєднання Львівського університету до Альянсу, як члена EC2U», – зазначив Франческо Свелто.
Мер Павії Фабріціо Фракассі також висловив щире переконання, що приєднання Львівського університету до Альянсу стане важливим кроком для суспільств України та Італії. «Культурне побратимство між нашими країнами сформує спільні цінності та уявлення про них, це також буде першим кроком у нашій з вами дружбі та співпраці», – наголосив Фабріціо Фракассі.

Ректор Ясського університету ім. А. Й. Кузи Тудорель Тадер наголосив, що у ці важкі часи, дух солідарності об’єднав європейські держави, як ніколи раніше. 
«Враховуючи, нашу територіальну близькість до зони конфлікту, ми готові зробити все, що в наших силах, щоб допомогти. Це, зокрема, наша готовність забезпечити вас нашим матеріальним та людським ресурсом, гуманітарною допомогою для постраждалих від бойових дій. Викладачі, студенти, сім’ї з дітьми можуть отримати прихисток у наших пансіонах, а також медичну допомогу й психологічні консультації», – акцентував Тудорель Тадер.
Головний координатор Альянсу Людовик Тіллі теж висловив радість з приводу такого поглиблення співпраці EC2U з Україною. 
«Ми безумовно рухаємося в правильному напрямку і таким чином ми також хочемо будувати майбутнє. Майбутнє, яке в сучасному контексті означає, що ми можемо залучити партнерів з України. Таким було рішення 7 ректорів. Ми розглянули активне партнерство, яке зараз існує з деякими українськими університетами і одноголосно було запропоновано, щоб Львівський національний університет імені Івана Франка в Україні приєднався до альянсу EC2U як стратегічний партнер.  Ласкаво просимо до сімейства EC2U. Ви можете розраховувати на нас та нашу підтримку!», – підсумував Людовик Тіллі.

## EC2U в цифрах
- 162 000 студентів
- 9500 викладачів та дослідників
- 11 300 персоналу
- Більше 600 Європейських проектів надаються з 2016 року

## Можливості

### Для викладачів
З метою подальшого розвитку співпраці та зв’язків між членами EC2U, Університет Пуатьє пропонує своїм співробітникам і аспірантам спеціальні гранти на короткі переміщення в мережі EC2U.
Можливості, які вже були здійснені за цією схемою, дали змогу зміцнити існуючі проекти співпраці та розробити нові.
Щоб подати заявку, потрібно заповнити форму (французькою) на офіційному сайті Альянсу.

### Для студентів
EC2U відкрив конкурс на першу зимову школу з публічної дипломатії, яка проходитиме в Університеті Павії з 2 по 7 грудня. Студенти з мережі EC2U не будуть платити за навчання, а двоє з них отримають безкоштовне проживання. Щоб подати заявку, необхідно заповнити форму заявки до 8 листопада.
Зимова школа з публічної дипломатії запропонує учасникам унікальну можливість ознайомитися як із теорією, так і практикою публічної дипломатії, у широкому визначенні. Публічна дипломатія має на меті побудову мереж і донесення переконливих наративів до іноземної громадськості, використовуючи ресурси, які роблять країни привабливими на міжнародному рівні, від культури до зовнішньої політики та політики безпеки. Учасники відвідуватимуть щоденні сесії, зосереджені на різних галузях публічної дипломатії в минулому, як і зараз: «ландшафтна дипломатія», «дипломатія археології», «брендинг нації та формування сприйняття», а також «дипломатія ідей». Кожна сесія буде представлена видатними науковцями під головуванням скликаючих, після чого відбудуться інтерактивні післяобідні семінари, включаючи семінари та дискусії.